# Ielena Tsvetkova
Ielena Iakovlevna Tsvetkova (russe : Елена Яковлевна Цветкова), née Barsova le 10/22 février 1871 à Oufa et morte en juillet 1929 à Moscou, est une cantatrice soprano russe.

## Biographie

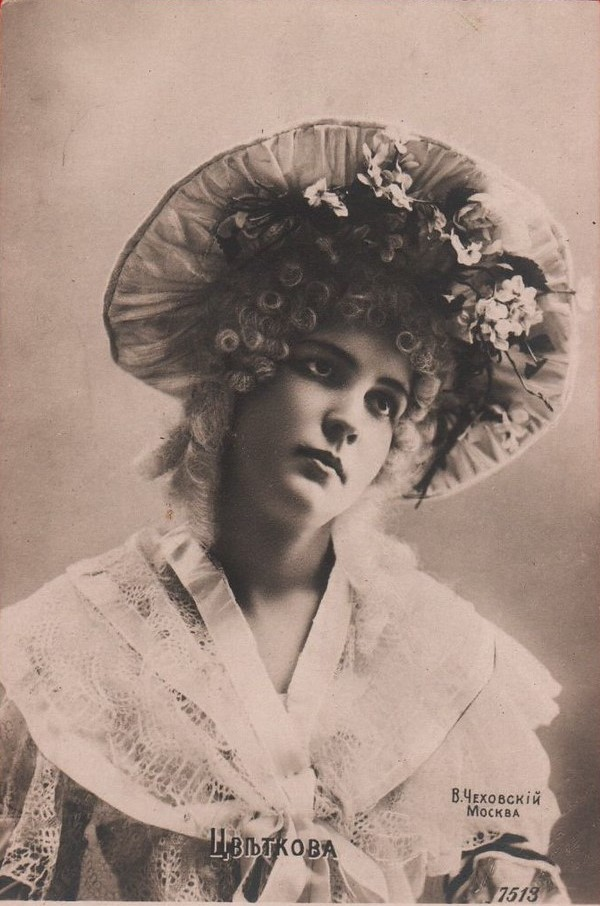
Ielena Tsvetkova en 1900.

Elle naît dans la famille d'un prêtre orthodoxe et participe à des concerts du cercle musical d'Oufa. Elle est diplômée en 1892 avec médaille d'or du conservatoire de Moscou (classe d'Elisaveta Lavrovskaïa).
Elle chante en 1892-1893 à Moscou dans le cadre de la compagnie d'opéra russe sous la direction d'Illarion Prianichnikov. Elle débute en avril 1893 sur la scène du Bolchoï; mais elle n'est pas prise dans la troupe du théâtre. En 1893, elle se produit à Jitomir et d'autres villes de province. En 1896-1898, elle chante à l'opéra privé de Moscou de Savva Mamontov, en 1898-1903 à la compagnie d'opéra russe de Moscou, en 1904-1911 à l'opéra Zimine. Elle crée en 1900 le rôle de Militrissa dans Le Conte du tsar Saltan de Rimski-Korsakov.
Elle fait des tournées à Nijni Novgorod (1896, 1907), Saint-Pétersbourg (1899), Kiev (1902, compagnie de Borodaï; 1911-1912), en Crimée.
Elle ne monte pas sur scène en 1917 à cause d'une maladie de gorge.
Elle enseigne à partir de 1912 aux jeunes chanteurs de l'opéra Zimine et entre 1919 et 1925 à l'institut Lyssenko de Kiev et à partir de 1920 au conservatoire de Kiev, puis à partir de 1925 à l'académie musicale de Minsk, puis dans diverses écoles de musique de Moscou.
Elle épouse Vassili Tsvetkov (1866-1933), chanteur d'opéra professeur aux conservatoires de Moscou et de Kiev.

## Carrière artistique
Elle fit ses débuts sur la scène de l'opéra alors qu'elle était encore étudiante en 1891, interprétant le rôle de Marzelline dans l'opéra Fidelio lors d'une représentation au conservatoire du Théâtre Bolchoï. Elle avait une voix égale, souple, d'une rare beauté, au timbre doux et chaleureux. Grâce à une diction impeccable, un goût artistique et un tempérament dramatique, elle parvint à une véritable union vocale et scénique ; on l'appelait « la Yermolova de l'opéra ». Son répertoire comprenait soixante-trois rôles.

### Rôles
Théâtre Bolchoï
- Fidelio de Beethoven — Marzelline (1891; spectacle de conservatoire sous la direction de Vassili Safonov; première apparition sur la scène du Bolchoï)
- Faust de Gounod — Marguerite (début dans la troupe du théâtre, le 2 avril 1893)
- Roussalka de Dargomyjski — Natacha

### Discographie
En 1910-1912, la firme Pathé (Moscou, Saint-Pétersbourg) enregistre dix œuvres (arias, romances, duos) sur disques gramophones avec Ielena Tsvetkova.

## Source de la traduction
- (ru) Cet article est partiellement ou en totalité issu de l’article de Wikipédia en russe intitulé « Цветкова, Елена Яковлевна » (voir la liste des auteurs).